# Legnickie Pole
Legnickie Pole [lɛɡˈnit͡skʲɛ ˈpɔlɛ] (de 1945 a 1948: Dobre Pole) é uma vila no condado de Legnica, Voivodia da Baixa Silésia, no sudoeste da Polônia. É a sede do distrito administrativo (gmina) de Gmina Legnickie Pole.
Fica a aproximadamente 10 quilômetros (6 mi) a sudeste de Legnica e 56 quilômetros (35 mi) a oeste da capital regional Wrocław.

## História

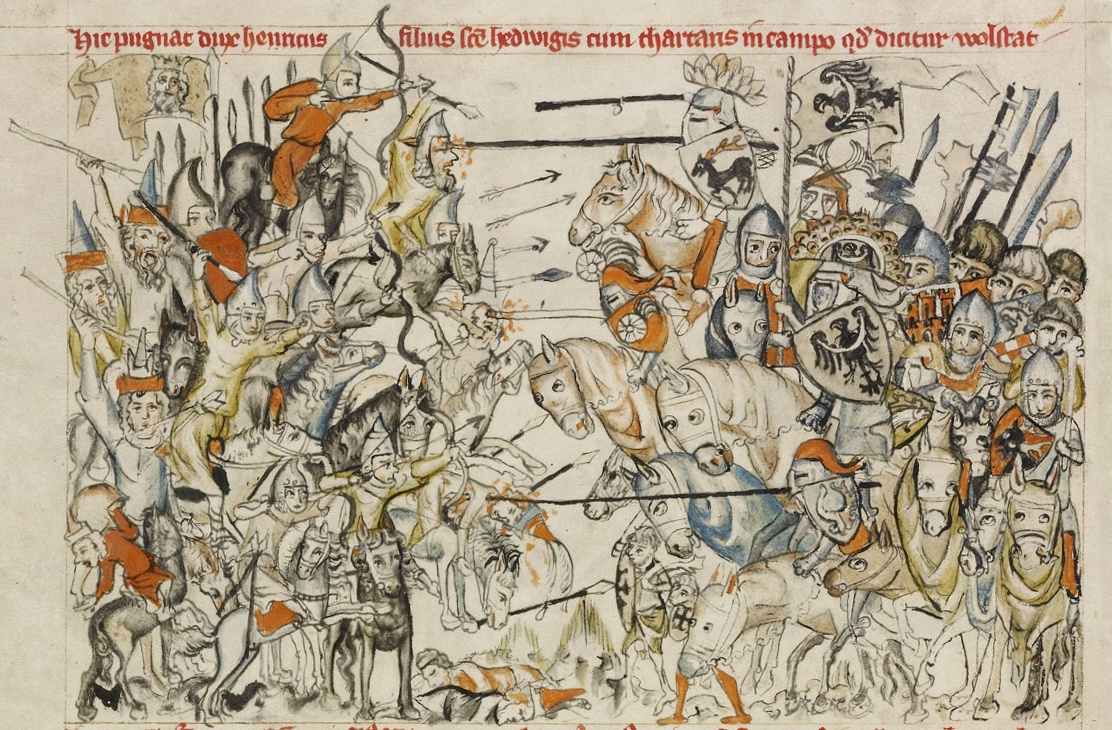
Batalha de Legnica, manuscrito medieval iluminado

O território tornou-se parte do emergente estado polonês no Século X. A vila foi o palco da decisiva Batalha de Legnica durante a Primeira invasão mongol da Polônia em 9 de abril de 1241. Na batalha, os Mongóis, liderados por Cadã e Baidar, derrotaram um exército polonês auxiliado por voluntários ocidentais sob o comando do governante polonês Henrique II, o Piedoso. Os mongóis aniquilaram seus oponentes e se juntaram ao exército principal na Hungria, mas ao receber a notícia da morte de seu Grande Khan Ogedai Khan, eles voltaram para comparecer à eleição de um novo Grão-cã, ou Grande Khan.
Como resultado da fragmentação da Polônia em ducados menores, a vila fez parte do Ducado da Silésia até 1248 e do Ducado de Legnica depois, permanecendo sob o governo da Dinastia piasta até sua extinção em 1675. Depois, foi incorporada ao Reino da Boémia governado pelos Habsburgos. Durante a Guerra dos Trinta Anos, a vila foi saqueada pelos suecos.

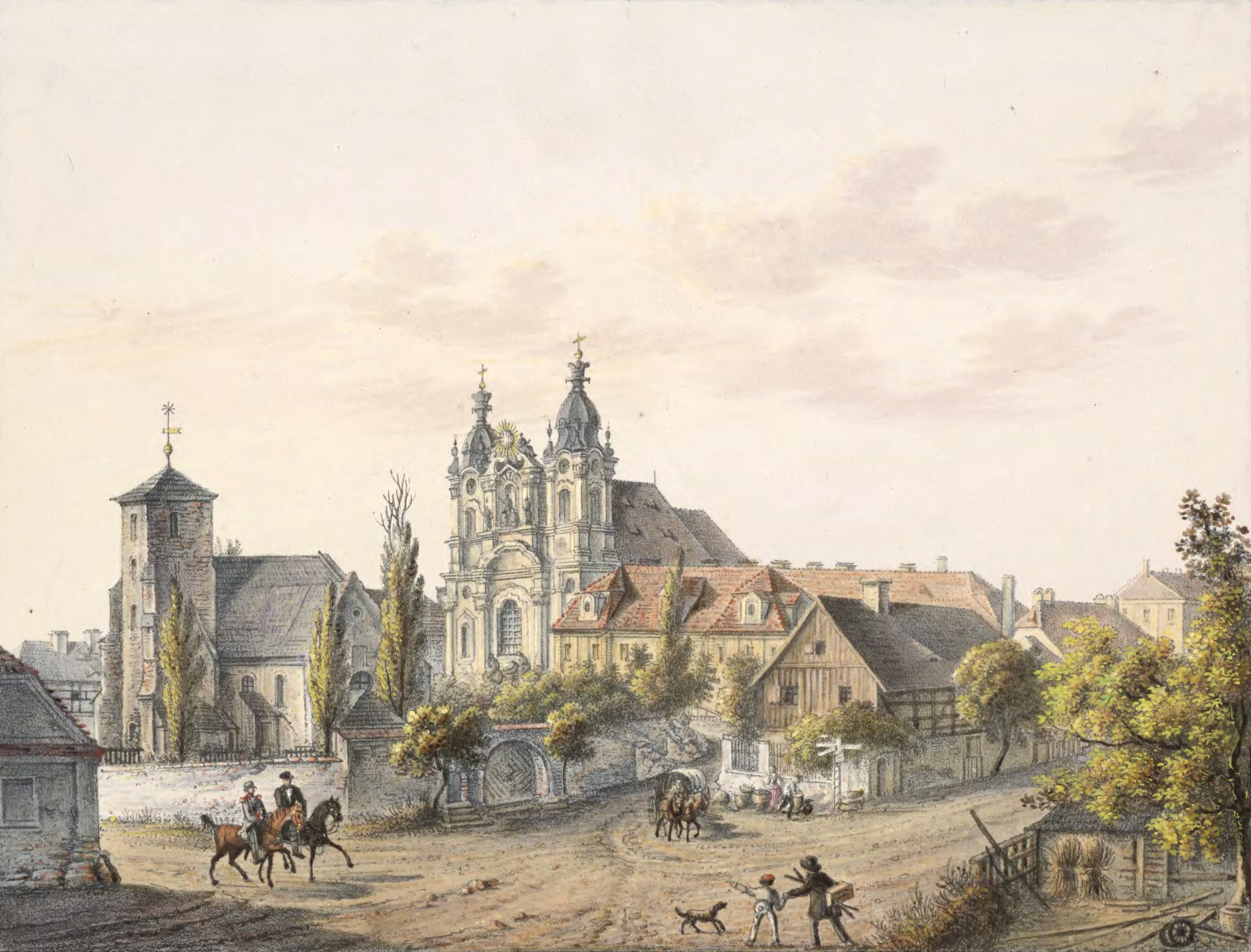
Vista da vila no Século XIX

A vila foi anexada pelo Reino da Prússia durante as Guerras da Silésia em 1742. Durante as Guerras Napoleônicas, o general prussiano Príncipe Blücher derrotou um exército francês sob o comando do Marechal MacDonald no rio Kaczawa (então Katzbach), um pequeno rio que atravessa Legnickie Pole (à época Wahlstatt) e Legnica (Liegnitz naquele tempo), na Batalha de Katzbach em 26 de agosto de 1813. Em homenagem a esta vitória, Blücher recebeu o título de Príncipe de Wahlstatt em 3 de junho de 1814. Uma abadia barroca construída antes da anexação prussiana, de 1727 a 1733, com seu complexo de edifícios auxiliares tornou-se um instituto de treinamento prussiano para cadetes em 1840. Entre outros, o futuro marechal de campo e presidente alemão Paul von Hindenburg estudou lá de 1859 a 1863, assim como o Barão Vermelho, Manfred von Richthofen, até 1911.
Como o Tratado de Versalhes limitou o tamanho do Exército Alemão, a abadia foi transformada em um internato para meninos em 1920. Sob a Alemanha Nazista, a partir de 1934, foi primeiro um Instituto Político Nacional de Educação e, durante a Segunda Guerra Mundial, foi o local do campo para prisioneiros de guerra franceses, italianos e iugoslavos Oflag VIII-F, de 1940 a 1942 antes de sua realocação para Moravská Třebová. Em março de 1943, os alemães estabeleceram o campo de prisioneiros de guerra Oflag 64 para oficiais iugoslavos e soldados soviéticos, que foi realocado para Szubin em maio de 1943.
A vila tornou-se novamente parte da Polônia após a derrota da Alemanha nazista na guerra, sob um regime comunista instalado pelos soviéticos, que permaneceu no poder até a década de 1980. A população de língua alemã foi expulsa de acordo com o Acordo de Potsdam. A vila recebeu seu nome polonês atual de Legnickie Pole ("Campo de Legnica"). De 1945 a 1948 o lugar foi chamado de Dobre Pole (“Campo Bom").

## Pontos de interesse
- Basílica de Santa Edviges e mosteiro dos beneditinos (em polonês: Bazylika kolegiacka Podwyższenia Krzyża Świętego i św. Jadwigi Śląskiej w Legnickim Polu), uma abadia barroca construída entre 1727 e 1733 com seu complexo de edifícios anexos. A antiga abadia se tornou um hospital para mulheres com distúrbios emocionais em 1957, enquanto a igreja continua sendo uma designação paroquial católica

- Museu da Batalha de Legnica, dedicado à batalha de 1241, uma das maiores da Polônia medieval, localizado na antiga Igreja da Santíssima Trindade

A Basílica e a abadia de Santa Edviges, juntamente com o Museu da Batalha de Legnica, foram designadas conjuntamente como Monumentos Históricos Nacionais Oficiais da Polônia (Pomnik historii) em 1º de maio de 2004 e são administrados pelo Instituto Nacional do Patrimônio Cultural da Polônia.

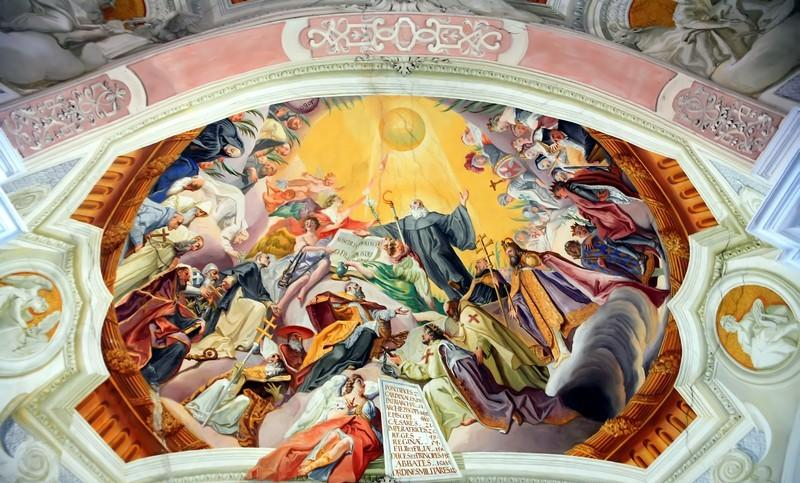
Frescos da Basilica de Santa Edviges, Legnickie Pole

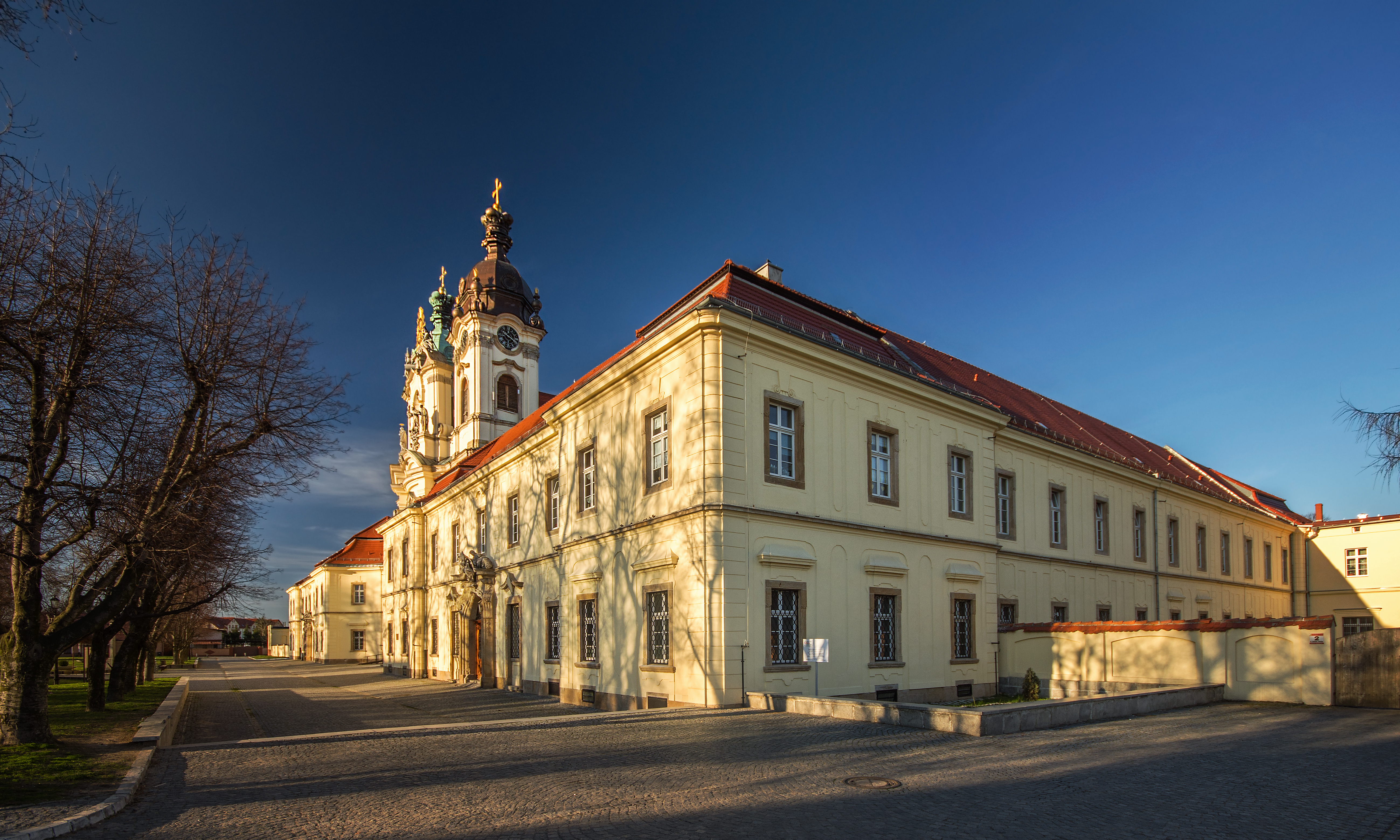
Antigo mosteiro Beneditino

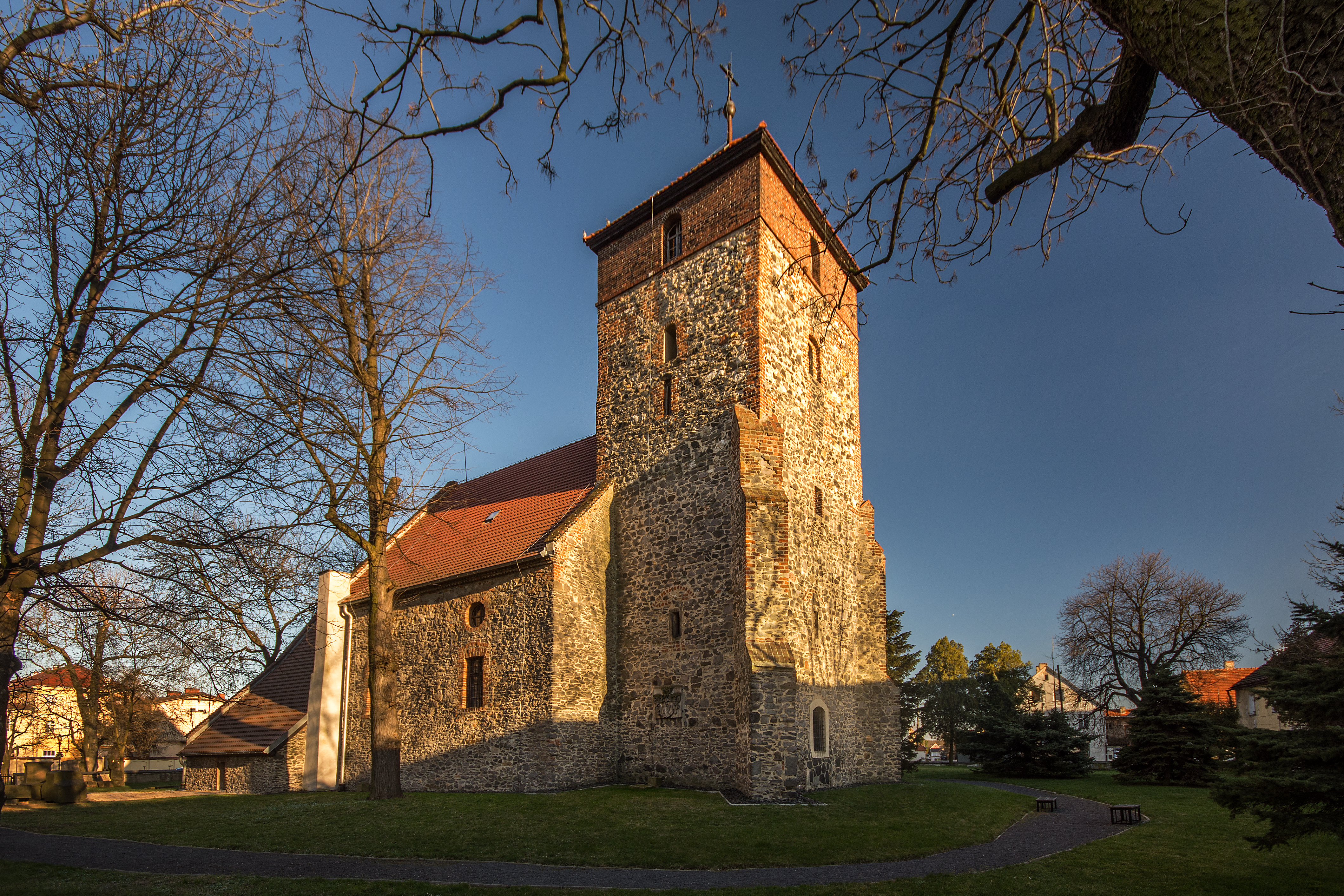
Museu da Batalha de Legnica